# Brug 1728
Brug 1728 is een bouwkundig kunstwerk in Amsterdam-Noord.
De voet- en fietsbrug kan niet los gezien worden van de steeds uitdijende stad Amsterdam. Tot in de jaren zestig lag hier agrarisch gebied. Met de komst van de woonwijk Banne Buiksloot in de jaren zeventig kwam daaraan een eind. De IJdoornlaan werd doorgetrokken tot aan de Banne Buikslootlaan waarna de Nieuwe Gouw en landbouw/veeteeltgebied de stad ophield. In de jaren tachtig begonnen de werkzaamheden voor een aansluiting tussen die IJdoornlaan en de flink noordelijker gelegen Ringweg-Noord die om genoemde wijk heen moest. In korte tijd werd het gebied daaromheen heringericht rondom het aldaar al liggende "Sportpark Kadoelen". Om die terreinen bereikbaar te maken was er behalve de hoofdroute via brug 1726 een aantal nevenverbindingen nodig voor plaatselijk voet- en fietsverkeer.
Zo kwam hier een houten vaste brug die met brug 1731 een verbinding legde tussen de eerder genoemde woonwijk (ter hoogte van Voordek) en buurt/wijk Kadoelen. De brug was eenvoudig qua opzet. Er kwam een houten overspanning rustend op twee setjes van brugpijlers met jukken. Daarop stond een houten opbouw met houten liggers, balustraden en leuningen. Van deze bruggen lagen er tientallen in Amsterdam, ze waren niet altijd even goed bestand tegen verwering. 
In 2022 was de brug opgebruikt en werd er gebouwd aan een nieuwe set bruggen in dit buurtje. Deze nieuwe brug kreeg stalen pijlers en jukken.
<<< · 1701 · 1702 · 1703 · 1704 · 1705 · 1706 · 1707 · 1708 · 1709 ·  1710 · 1711 · 1714 · 1715 · 1716 · 1717 · 1718 · 1719 · 1720 · 1721 · 1722 · 1723 · 1725 · 1726 · 1727 · 1728 · 1729 · 1730 · 1731 · 1732 · 1733 · 1734 · 1735 · 1736 · 1737 · 1738 · 1739 · 1741 · 1742 · 1743 · 1745 · 1746 · 1747 · 1748 · 1749 · 1750 · 1751 · 1752 · 1753 · 1754 · 1755 · 1756 · 1757 · 1764 · 1765 · 1766 · 1767 · 1768 · 1769 · 1770 · 1771 · 1772 · 1773 · 1774 · 1775 · 1776 · 1777 · 1778 · 1779 ·  1780 · 1781 · 1782 · 1783 · 1784 · 1785 · 1786 · 1787 · 1788 · 1791 · 1792 · 1793 · 1794 · 1795 · 1796 · 1797 · 1798 · 1799 · >>>
Brugnummers brug 1712, 1713, 1724, 1740, 1744, 1758, 1759, 1760, 1761, 1762, 1763, 1789, 1790 zijn niet (meer) vergeven.